# Фагундис-Варела (Риу-Гранди-ду-Сул)
Фагундис-Варела (порт. Fagundes Varela) — муниципалитет в Бразилии, входит в штат Риу-Гранди-ду-Сул. Составная часть мезорегиона Северо-восток штата Риу-Гранди-ду-Сул. Входит в экономико-статистический микрорегион Кашиас-ду-Сул.
Население составляет 2410 человек (на 2006 год). Занимает площадь 134,291 км². Плотность населения — 17,9 чел./км².

## Статистика
- Валовой внутренний продукт на 2003 год составляет 38 815 427,00 реалов (данные: Бразильский институт географии и статистики).
- Валовой внутренний продукт на душу населения на 2003 год составляет 15 921,01 реалов (данные: Бразильский институт географии и статистики).
- Индекс развития человеческого потенциала на 2000 год составляет 0,812 (данные: Программа развития ООН).